# Tennis op de Paralympische Zomerspelen 2020
Op de XVIe Paralympische Zomerspelen die in 2021 werden gehouden in Tokio, Japan was rolstoeltennis een van de 22 sporten die werden beoefend, van vrijdag 27 augustus tot en met zaterdag 4 september 2021.

## Toernooi-onderdelen

### Mannen

#### Enkelspel
| Plaats | Land | Naam           |
| ------ | ---- | -------------- |
| Goud   | JPN  | Shingo Kunieda |
| Zilver | NED  | Tom Egberink   |
| Brons  | GBR  | Gordon Reid    |

#### Dubbelspel
| Plaats | Land | Naam                             |
| ------ | ---- | -------------------------------- |
| Goud   | FRA  | Stéphane Houdet / Nicolas Peifer |
| Zilver | GBR  | Alfie Hewett / Gordon Reid       |
| Brons  | NED  | Tom Egberink / Maikel Scheffers  |

### Vrouwen

#### Enkelspel
| Plaats | Land | Naam            |
| ------ | ---- | --------------- |
| Goud   | NED  | Diede de Groot  |
| Zilver | JPN  | Yui Kamiji      |
| Brons  | GBR  | Jordanne Whiley |

#### Dubbelspel
| Plaats | Land | Naam                            |
| ------ | ---- | ------------------------------- |
| Goud   | NED  | Diede de Groot / Aniek van Koot |
| Zilver | GBR  | Lucy Shuker / Jordanne Whiley   |
| Brons  | JPN  | Yui Kamiji / Momoko Ohtani      |

### Quad
Quad is een afkorting van quadriplegie, en wordt in het rolstoeltennis gebruikt voor een man of vrouw die niet alleen een loopbeperking, maar ook een beperkte hand- of armfunctie heeft.

#### Enkelspel
| Plaats | Land | Naam         |
| ------ | ---- | ------------ |
| Goud   | AUS  | Dylan Alcott |
| Zilver | NED  | Sam Schröder |
| Brons  | NED  | Niels Vink   |

#### Dubbelspel
| Plaats | Land | Naam                             |
| ------ | ---- | -------------------------------- |
| Goud   | NED  | Sam Schröder / Niels Vink        |
| Zilver | AUS  | Dylan Alcott / Heath Davidson    |
| Brons  | JPN  | Mitsuteru Moroishi / Koji Sugeno |

## Medaillespiegel
| Plaats | Land             | NPC    | Goud | Zilver | Brons | Totaal |
| 1.     | Nederland        | NED    | 3    | 2      | 2     | 7      |
| 2.     | Japan            | JPN    | 1    | 1      | 2     | 4      |
| 3.     | Australië        | AUS    | 1    | 1      | 0     | 2      |
| 4.     | Frankrijk        | FRA    | 1    | 0      | 0     | 1      |
| 5.     | Groot-Brittannië | GBR    | 0    | 2      | 2     | 4      |
| Totaal | Totaal           | Totaal | 6    | 6      | 6     | 18     |

## Toernooikalender
| Paralympische spelen – tennis | augustus 2021 | augustus 2021 | augustus 2021 | augustus 2021 | augustus 2021 | september 2021           | september 2021           | september 2021 | september 2021 | september 2021           | september 2021           | september 2021           | september 2021           |
| Paralympische spelen – tennis | vrĳ 27        | zat 28        | zon 29        | maa 30        | din 31        | woe 1                    | woe 1                    | don 2          | don 2          | vrĳ 3                    | vrĳ 3                    | zat 4                    | zat 4                    |
| ----------------------------- | ------------- | ------------- | ------------- | ------------- | ------------- | ------------------------ | ------------------------ | -------------- | -------------- | ------------------------ | ------------------------ | ------------------------ | ------------------------ |
| mannenenkelspel               | 1e ronde      | 2e ronde      | 2e ronde      | 3e ronde      |               | kwartfinale              | kwartfinale              | halve finale   | halve finale   |                          |                          | bronzen en gouden finale | bronzen en gouden finale |
| mannendubbelspel              |               | 1e ronde      | 2e ronde      | kwartfinale   | halve finale  |                          |                          |                |                | bronzen en gouden finale | bronzen en gouden finale |                          |                          |
| vrouwenenkelspel              |               | 1e ronde      |               | 2e ronde      | kwartfinale   |                          |                          | halve finale   | halve finale   | bronzen en gouden finale | bronzen en gouden finale |                          |                          |
| vrouwendubbelspel             | 1e ronde      |               | 2e ronde      |               |               | halve finale             | halve finale             | halve finale   | halve finale   |                          |                          | bronzen en gouden finale | bronzen en gouden finale |
| quads-enkelspel               |               | 1e ronde      |               | 2e ronde      | halve finale  |                          |                          |                |                | bronzen finale           | bronzen finale           | gouden finale            | gouden finale            |
| quads-dubbelspel              | 1e ronde      |               | halve finale  |               |               | bronzen en gouden finale | bronzen en gouden finale |                |                |                          |                          |                          |                          |